# والتر برنان

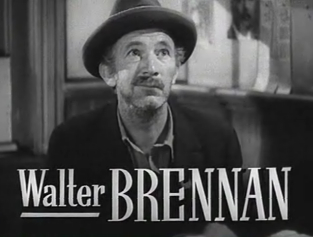
در فیلم ملاقات با جان دو (۱۹۴۱)

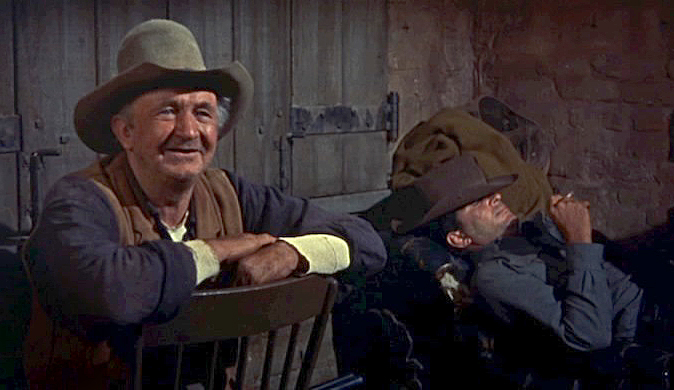
ریو براوو

والتر اندرو برنان (به انگلیسی: Walter Andrew Brennan) (تولد ۲۵ ژوئیه ۱۸۹۴ – درگذشته ۲۱ سپتامبر ۱۹۷۴) بازیگر آمریکایی بود.

## جوایز و رکورد
والتر برنان برنده جایزه اسکار بهترین بازیگر نقش مکمل مرد در سه نوبت جداگانه در سال‌های ۱۹۳۶، ۱۹۳۸ و ۱۹۴۰ است که در حال حاضر رکوردی برای بیش‌ترین برد این جایزه‌است.
برنان پس از کاترین هپبورن (با چهار اسکار)، مشترکاً با اینگرید برگمن، جک نیکلسون، مریل استریپ ، فرانسیس مک دورمند و دانیل دی-لوئیس (هر کدام با سه جایزه)، جزء رکوردداران بردن اسکار بازیگری است.

## فیلم‌شناسی
- هیاهو (۱۹۲۸)
- چرندیات (۱۹۳۲)
- مبارزه برای عدالت (۱۹۳۲)
- مرد نامرئی (۱۹۳۳)
- آلیس آدامز (۱۹۳۵)
- عروس فرانکنشتاین (۱۹۳۵)
- اسرار ادوین درود (۱۹۳۵)
- این سه نفر (۱۹۳۶)
- ماجراهای تام سایر (۱۹۳۸)
- کنتاکی (۱۹۳۸)
- بوکانیر (۱۹۳۸)
- مریلند (۱۹۴۰)
- دختر نجیب؟ (۱۹۴۱)
- مرداب (۱۹۴۱)
- ملاقات با جان دو (۱۹۴۱)
- گروهبان یورک (۱۹۴۱)
- باتلاق مرگ (۱۹۴۱)
- غرور یانکی‌ها (۱۹۴۲)
- ستاره قطبی (۱۹۴۳)
- داشتن و نداشتن (1944)
- داکوتا (۱۹۴۵)
- زندگی ربوده‌شده (۱۹۴۶)
- رودخانه سرخ (۱۹۴۸)
- خون در ماه (۱۹۴۸)
- یگان رزمی (۱۹۴۹)
- دریاچه مرغابی (1954)
- به زور اسلحه (۱۹۵۵)
- روز بد در بلک راک (۱۹۵۵)
- تمی و مرد مجرد (۱۹۵۷)
- ریو براوو (۱۹۵۹)
- اسکار (۱۹۶۶)
- آدم کوچولوها (۱۹۶۷)
- گروه خانواده یک و تنها، اصلی (۱۹۶۸)